# ジョック・スタージェス

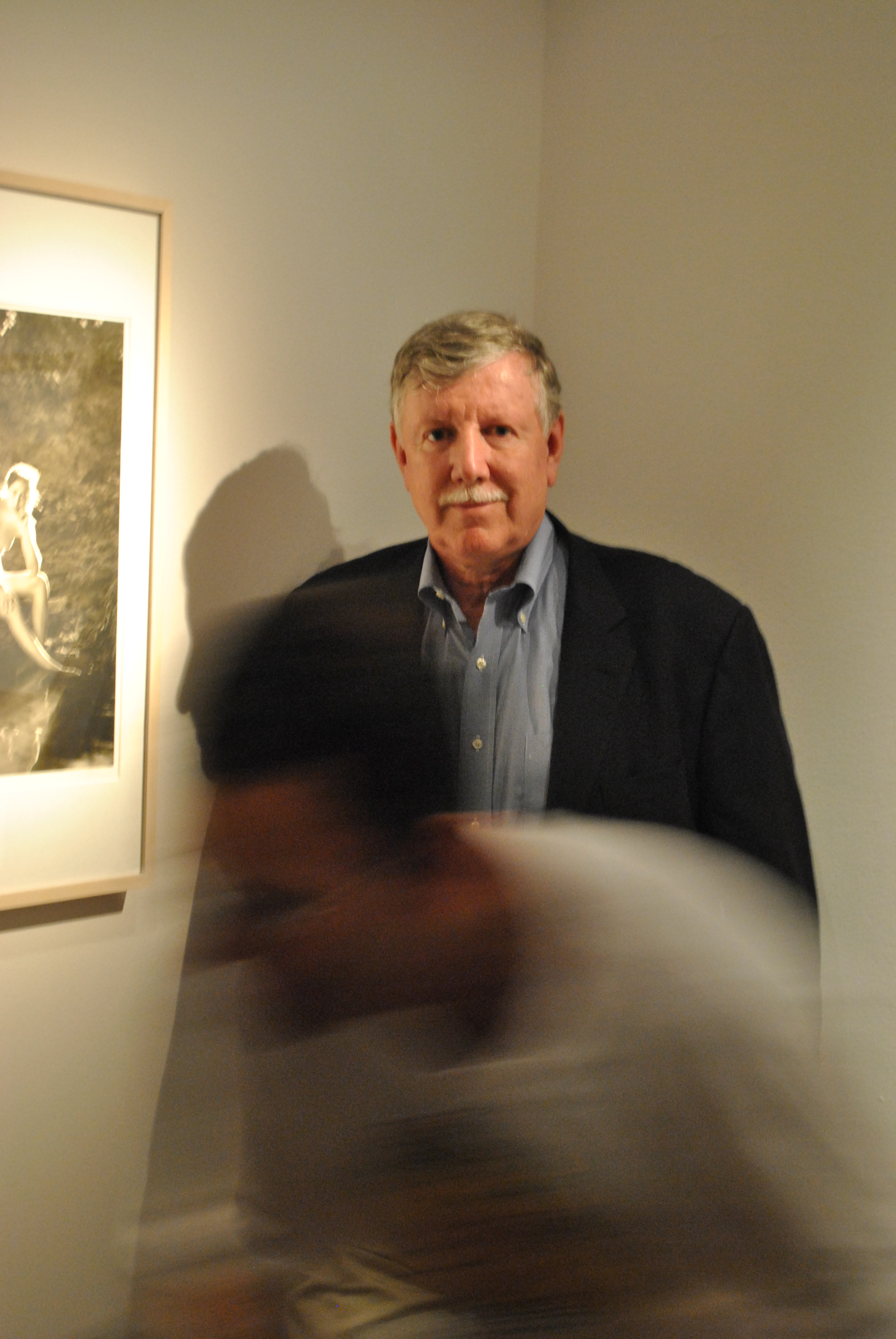
ジョック・スタージェス

ジョック・スタージェス（Jock Sturges, 1947年 - ）は、ニューヨーク生まれ、米国の写真家。
マールボロ大学(Marlboro College)およびサンフランシスコ・アート・インスティテュート(San Francisco Art Institute)の写真学科卒業。
カルフォルニアやフランスのビーチで、自らと交友関係にあるヌーディスト家族のポートレートを長期間にわたって撮影していることで知られる。8×10カメラで撮ったモノクロームが主であるが、カラー作品もある。家族の親愛さや温かさを表現し、ビーチで緩やかに流れる時間を感じさせる作風で、世界的な人気を有する。
その作品に多くの児童ヌードが含まれていることから、1990年、FBIが児童ポルノ禁止法違反の容疑でサンフランシスコのスタージェスのスタジオを家宅捜索し10万点以上のネガを押収した。
児童ポルノに該当しないと不起訴になったものの、この事件は社会に大きな衝撃を与え、FBIに対する市民の広範な抗議活動を呼び起こした。
1990年代半ば以降、ヨーロッパ各地の展覧会において世界的な評価を確立。メトロポリタン美術館、ニューヨーク近代美術館、グッゲンハイム美術館、パリ国立図書館、フランクフルト現代美術館など世界の主要な美術館がスタージェス作品の価値を認めコレクションの対象としている。
2004年だけでも米国各地、フランス、ドイツ、日本、韓国などにおいて展覧会が開催されている。

## 作品
- Standing on Water. (Paul Cava Gallery)(1991)
- The Last Day of Summer. (1991)
- 『あの夏の最後の日』 (1992)JICC出版局 ISBN 4796603808
- 『満ち足りた午後　Evolution of Grace』 (1994)学習研究社 ISBN 4054004032
- Radiant Identities. (1994)　ISBN 0893816493
- Adolescent girls and sexual desire.(Susannah Sheffer/Jock Sturges,1977)digital book
- Jock Sturges．by Jock Sturges. (1996/2000) ISBN 3908247357
- Jock Sturges: New Work, 1996-2000. (2000) ISBN 3908247365
- Jock Sturges: Notes. (2004).ISBN 1931788472
- Jock Sturges: Twenty-Five Years. (2004)